# イビデンの水力発電所
イビデンの水力発電所（イビデンのすいりょくはつでんしょ）は、1915年（大正4年）に同社が「揖斐川電力」の社名で開業した時点から存在するもので、岐阜県西部の揖斐郡揖斐川町内、木曽川水系揖斐川とその支流坂内川に位置する。最大で5か所あったが、太平洋戦争中の戦時統制で2か所が電力会社に移管されて以降は3か所の運転を続ける。総出力は2万7900キロワット。
水力発電による電力の用途は、開業当初から戦前までの間は他社工場や他の電力会社への売電（電気供給事業）と電気炉工業が中心であった。電気供給事業は戦時統制のため1942年（昭和17年）に電力会社へ引き渡して廃業。炭化カルシウム・フェロアロイ製造などの電気炉工業もオイルショック後に打ち切られたが、それらに替わる主力事業となった電子部品・セラミックス製品の製造などに自社水力発電所の電力は充てられている。加えて2013年（平成25年）からは再生可能エネルギーの固定価格買い取り制度 (FIT) を利用した電力会社への売電も開始された。
2016年（平成28年）6月にイビデンは電気事業法に基づく発電事業者となっており、イビデンの水力発電所3か所は電気事業者の発電所として扱われている。

## 発電所の概要
イビデンが運転を続ける水力発電所は、東横山発電所・広瀬発電所・川上発電所の3か所である。順に1921年（大正10年）、1925年（大正14年）、1931年（昭和6年）に運転を開始した。発電所出力は3か所合計で最大2万7900キロワットで、年間発電量は1億5778キロワット時に及ぶ（2020年度時点）。この3か所に加え、戦時統制のため1942年（昭和17年）に手放した発電所に西横山発電所と西平発電所がある。前者は1915年（大正4年）、後者は1940年（昭和15年）に運転を開始した。
以下、イビデンが建設した5か所の発電所について、建設順にその概要を記す。
イビデン株式会社は、1912年「揖斐川電力」として設立され、1918年に「揖斐川電化」、1921年に「揖斐川電気」、1939年に「揖斐川電気工業」と順に社名を改め、創立70周年の1982年より現社名を称するが、ここでは社名を「イビデン」で統一して解説する。

### 西横山発電所（廃止）
西横山発電所（にしよこやまはつでんしょ）は、岐阜県揖斐郡揖斐川町（旧・藤橋村）西横山に存在した発電所である。イビデンが建設した5か所の発電所のうちこれのみ廃止されており現存しない。
大垣の戸田鋭之助ら会社発起人が1906年（明治39年）11月に水利権を得たことが建設の発端である。1912年（大正元年）の会社設立ののち1913年（大正2年）11月19日に発電所起工式が挙行された。1915年8月に土木工事が、10月に電気工事がそれぞれ完成。そして11月中に仮使用認可を得て12月1日より送電を開始した。当初完成した水車発電機は2台分だけであったが、追って翌1916年（大正5年）5月に残り2台分の工事も完了している。発電所の認可出力は3900キロワットである。
取水河川は夜叉ヶ池を水源とする揖斐川支流の坂内川（広瀬川）で、取水口を坂内村大字坂本字下田（現・揖斐川町坂内坂本）に設置する。取水口からは全長4キロメートルの水路によって西横山字大曽根に設置する発電所まで導水される。水車発電機は地下階に水車を、地上階に発電機を置いて、水車・発電機を繋ぐ軸を鉛直に配置するという縦軸式を採用。水車形式は縦軸フランシス水車、発電機形式は三相交流発電機（容量1250キロボルトアンペア・周波数60ヘルツ）で、計4組の設置である。
発電所建設に際し、イビデンでは初め水圧鉄管をドイツのマンネスマン、水車をドイツのフォイト、発電機・変圧器その他をアメリカのゼネラル・エレクトリック (GE) へとそれぞれ発注したが、第一次世界大戦の勃発によりドイツへ発注していた水圧鉄管・水車の輸入は絶望的となった。この当時、縦軸式水車は日本でも欧米でも珍しく、日本国内には縦軸式水車の製造経験があるメーカーがまだ存在しなかったが、輸入途絶のためやむをえず水車2台を東京の電業社へと代替発注して据え付けた。この電業社製水車は石川島造船所製の水圧鉄管とともに品質面で遜色ないものであったため、残る水車2台も電業社に発注された。
西横山発電所を起点とする送電線は、大垣市の大垣変電所とを結ぶ亘長約31キロメートル・送電電圧44キロボルトの路線が架設された。後述の東横山発電所などとは送電系統が分けられており、下記電力会社への発電所出資節にて詳述するように、大垣変電所や送電線を含む送電系統ごと1942年（昭和17年）4月1日付で国策配電会社中部配電へと出資されてイビデンの手を離れた。西横山発電所はその後1951年（昭和26年）の電気事業再編成で中部電力へと引き継がれたが、建設省（現・国土交通省）による横山ダム（1964年完成）建設に伴いその湛水区域内に入るため、1963年（昭和38年）6月に廃止された。

### 東横山発電所
位置 ： 北緯35度34分40.8秒 東経136度27分54.6秒 / 北緯35.578000度 東経136.465167度

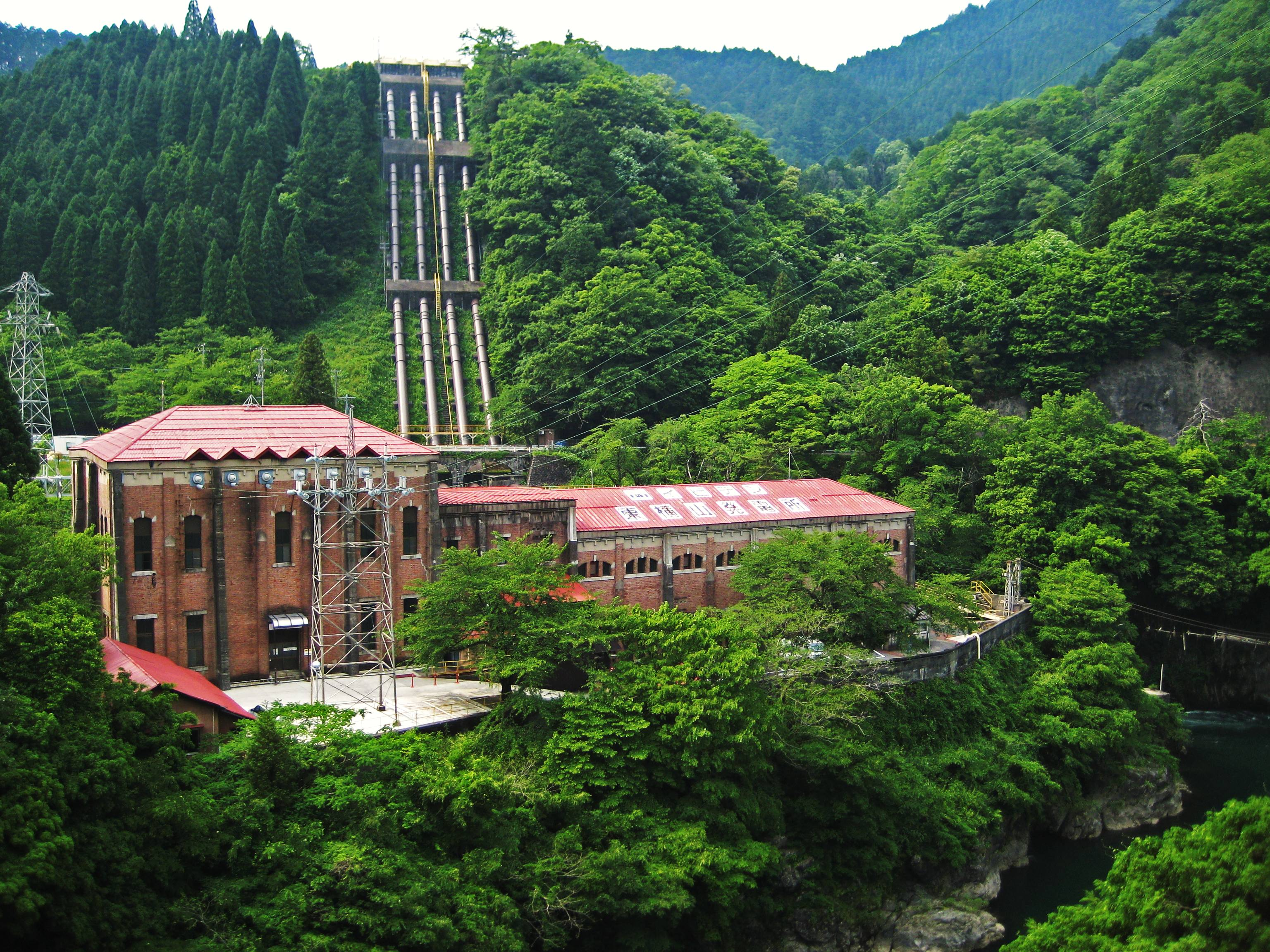
東横山発電所（2008年）

東横山発電所（ひがしよこやまはつでんしょ）は、揖斐郡揖斐川町（旧・藤橋村）東横山に存在する発電所である。出力は1万4600キロワット（2022年現在）。
東横山発電所は当初イビデンの姉妹会社「揖斐川電化工業」によって計画されていた。同社は1917年6月、水利権を取得。同年10月会社設立ののち、翌1918年（大正7年）9月東横山発電所を着工した。同年12月、イビデンは揖斐川電化工業ほか2社を合併。以後イビデンにより工事が進められ、1921年（大正10年）4月に竣工した。送電開始は同年6月3日からである。運行開始当初の発電所出力は1万2000キロワット。
坂内川ではなく揖斐川本流から取水する発電所であり、取水口は揖斐川町（旧・藤橋村）東杉原に設ける。取水口からは約8.8キロメートルの導水路によって東横山字下平の発電所へと繋ぐ。発電所の水車発電機は西横山発電所と同様に縦軸式であり、計4組設置する。建設時の設備は、水車が縦軸フランシス水車、発電機が容量4000キロボルトアンペアの三相交流発電機であった。製造者は水車がスイスのエッシャーウイスと電業社、発電機が西横山発電所と同じくゼネラル・エレクトリック。水車については元は4台ともエッシャーウイスから輸入する予定であったが、第一次世界大戦終結直後で納入が不透明なため2台分を電業社に代替発注したという経緯がある。送電系統は西横山発電所の系統とは分けられ、大垣市内の西大垣変電所（大垣事業場に隣接）までの29キロメートルを結ぶ送電電圧77キロボルトの送電線が整備された。
戦前期においては東横山発電所の発生電力は自社利用のほかにも他の電力会社に対する売電にも充てられていたが、自家用発電所として認められて国策電力会社への出資を免れ1942年以降もイビデンに残存している。
運転開始から80年が経過した2000年代から老朽設備の改修工事が順次進められており、2006年（平成18年）に発電機4基の更新工事が完了、翌2007年（平成19年）には水路隧道の改修や沈砂池の改造、放水口の整備といった工事が施工された。また2004年（平成16年）には無人運転を開始した。無人化後は西大垣変電所にて遠隔操作される。2015年（平成27年）にも発電効率向上のための改修が完了した。

### 広瀬発電所
位置 ： 北緯35度35分51.0秒 東経136度25分7.7秒 / 北緯35.597500度 東経136.418806度
広瀬発電所（ひろせはつでんしょ）は、揖斐郡揖斐川町坂内広瀬（旧・坂内村広瀬）に存在する発電所である。出力は8900キロワット（2022年現在）。
西横山発電所の上流側にあり、坂内川やその支流浅又川・白川殿又谷・深谷サガト谷から水を集めて発電する。東横山発電所に続いて1922年（大正11年）7月に着工され、土木工事は1924年（大正13年）12月に完成したが、発電機納入が関東大震災による工場被災のため遅れて電気工事の完成は翌1925年（大正14年）3月にずれ込んだ。送電開始は同年5月からである。当初は坂内川と浅又川からの取水のみで、出力は5200キロワットに限られた。建設時の発電設備は電業社製の縦軸フランシス水車および芝浦製作所製の三相交流発電機（容量3500キロボルトアンペア）各2台からなる。送電線は東横山発電所までの5.1キロメートルに77キロボルト送電線が整備された。
竣工後の1936年（昭和11年）9月に白川殿又谷からの渓流取水工事が完成。続いて同年11月変圧器の更新工事も完成、さらに1940年（昭和15年）には深谷サガト谷からの渓流取水工事も完成した。これらによって1940年8月より発電所出力が5200キロワットから6500キロワットへと引き上げられている。戦後の1952年（昭和27年）3月には水車のランナー交換と発電機コイルの巻替え工事が完成して出力が8000キロワットへとさらに増強された。また1979年（昭和54年）6月より川上発電所とともに遠隔操作による無人運転が開始された。
2009年（平成21年）からは会社創立100周年記念事業の一つとして発電設備の改修工事が着手され、2012年（平成24年）4月23日、発電所にて竣工式が挙行された。工事内容は老朽化した水車・発電機の更新、堰堤や門扉の改修などからなる。

### 川上発電所
位置 ： 北緯35度37分4.6秒 東経136度21分36.6秒 / 北緯35.617944度 東経136.360167度
川上発電所（かわかみはつでんしょ）は、揖斐郡揖斐川町坂内川上（旧・坂内村川上）に存在する発電所である。出力は4400キロワット（2022年現在）。
坂内川最上流部の発電所である。1935年（昭和10年）12月10日に完成し、26日より運転を開始した。取水地点のダムによって坂内川の水をせき止めて「神岳貯水池」という有効貯水量15万390立方メートルの調整池を持つ点が特徴（調整池式発電所）。建設時の発電設備は電業社製横軸フランシス水車および明電舎製三相交流発電機（容量3750キロボルトアンペア）各1台からなる。当初の発電所出力は2950キロワットで、発生電力は広瀬発電所とを繋ぐ77キロボルト送電線で送られた。
竣工後の1940年に渓流取水工事が施工され、同年8月から発電所出力が2950キロワットから3500キロワットへと増強された。戦後の1979年6月からは広瀬発電所とともに無人運転が開始されている。
2008年（平成20年）から翌年にかけて、ダムの表面コンクリート張り直し、取水口の門扉交換、水路隧道の補修など改修工事が施工された。
川上発電所の開設のさい、坂内村と会社の平安隆盛を祈願し、夜叉龍神社を再興している。

### 西平発電所（現・中部電力）
位置 ： 北緯35度30分50.5秒 東経136度31分58.0秒 / 北緯35.514028度 東経136.532778度

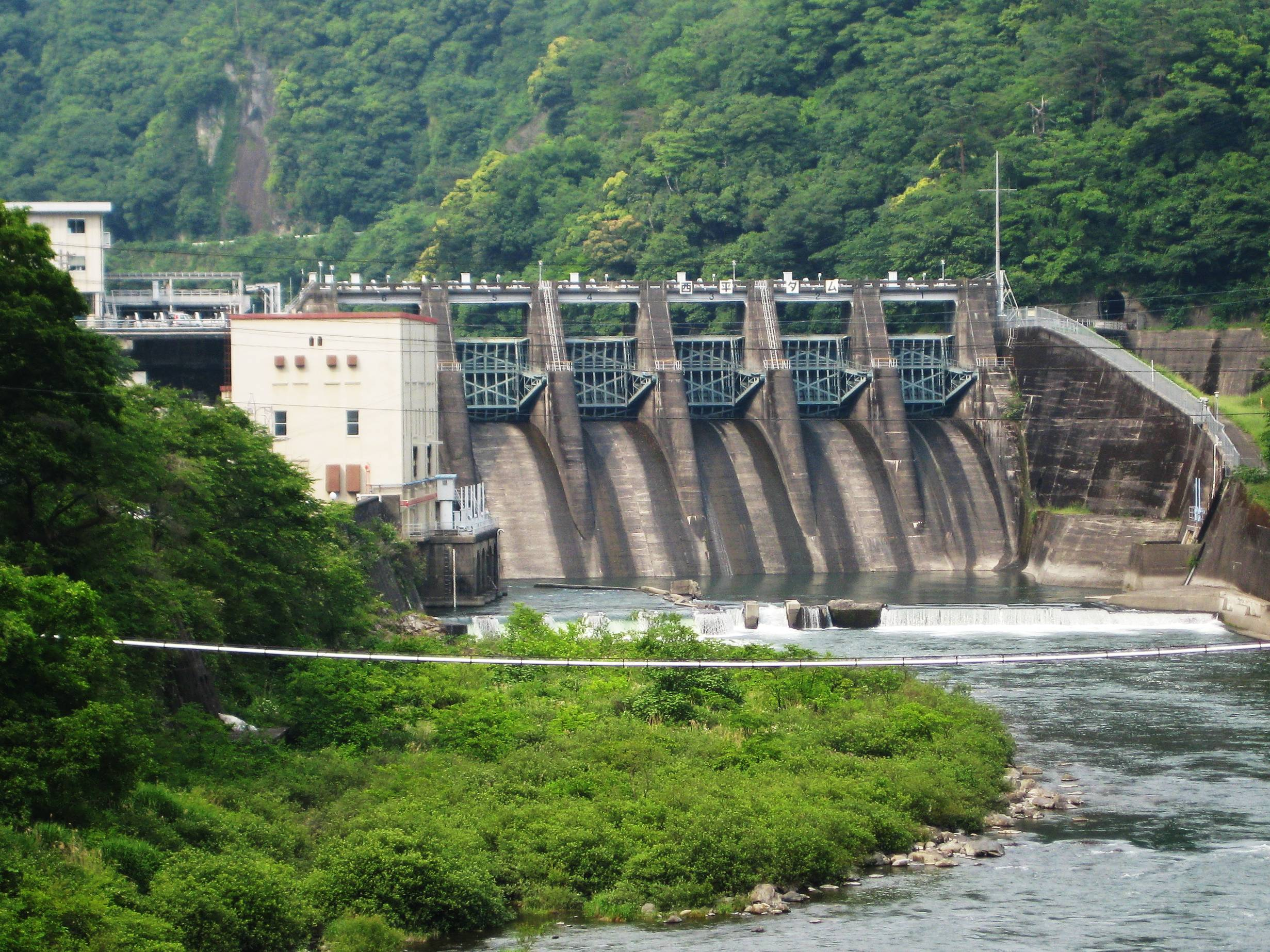
西平ダムと西平発電所（2008年）

西平発電所（にしだいらはつでんしょ）は、揖斐郡揖斐川町（旧・久瀬村）三倉に存在する中部電力の発電所である。出力は1万キロワット（2021年3月末時点）。
揖斐川本流にあるダム式発電所である。元はイビデンが開発したもので、川上発電所に続いて1937年（昭和12年）4月に着工された。完成目前の1939年（昭和14年）3月に洪水の影響でダムが接続する岩盤が一部崩落したためダムの延長・補強工事を追加したことから工期が1年延び、1940年3月22日の竣工、30日の運転開始となった。揖斐川を横断するダムは有効貯水量113万6000立方メートルの調整池を形成。ダムからの水は2条の水圧鉄管により50メートル下流にある発電所へと導水される。発電設備は縦軸カプラン水車および6500キロボルトアンペア発電機各2台からなる。当時の発電所出力は1万1200キロワット。
中部配電へと出資された西横山発電所とは異なり、西平発電所は1942年4月1日付で発電・送電事業の国家管理を目的とする国策会社日本発送電へと出資され、完成2年でイビデンの手を離れた。その後1951年5月の電気事業再編成で中部電力へと引き継がれている。
イビデンでは西平発電所の上流側に調整池式の久瀬発電所（出力1万7000キロワット）を建設する計画を立てており、西平発電所には久瀬発電所建設を前提に河川流量を一定に戻す逆調整の機能も付加された。この久瀬発電所は西平発電所に続いて建設準備が進められたが、日中戦争長期化に伴う金融逼迫と資材不足のために1940年10月工事中止が決定された。久瀬発電所計画は日本発送電に引き継がれたのち中部電力時代になってようやく着工され、1953年（昭和28年）9月運転開始に漕ぎつけている。

### 備考：電力会社への発電所出資
上記の通り、太平洋戦争中の1942年4月1日付にて西平発電所は日本発送電へ、西横山発電所は中部配電へとそれぞれ現物出資され、イビデンの手を離れた。これらは国による電力国家管理の強化に伴うものである。
国家による電気事業の管理を目指す電力国家管理は1930年代半ばから具体化され、国策会社日本発送電を通じた政府による電気事業の管理を定めた「電力管理法」が1938年に成立した。翌1939年4月に国内の主要電気事業者に設備を現物出資させて日本発送電が立ち上げられたが、この段階で日本発送電に集められた設備は火力発電所と主要送電線に限られている。日本発送電発足ののち、日中戦争が長期化する中で、日本発送電の体制強化と、これに対応した配電事業者の地域別国策会社への再編を目指す動きが急速に具体化される。そして既設水力発電所などの主要電力設備を日本発送電へ移して国家管理を強化するための電力管理法施行令改正が1941年（昭和16年）4月に実施され、同年8月には配電事業再編を目的とする配電統制令も公布された。
日本発送電への出資対象となった水力発電所は出力5000キロワット以上のものである。イビデンに対しては、日本発送電株式会社法に基づく出資命令が1941年8月に発出され、西平発電所とこれに接続する送電線の一部（西平大垣線のうち発電所から青野開閉所までの間）を日本発送電へと出資することとなった。出資設備評価額は748万8330円で、同時に社債483万3724円13銭を日本発送電へ引き継いだため、イビデンにはその差額に相当する日本発送電株式5万3292株（払込総額266万4600円）と現金5円87銭が出資の対価として交付されている。次いで同年9月、配電設備その他とあわせて西横山発電所（西横山大垣送電線を含む）を中部配電へと出資する旨を定めた、配電統制令に基づく中部配電の設立命令もイビデンは受命した。
西横山・西平両発電所を手放した一方で、東横山・広瀬・川上の3発電所は自家用発電所としてイビデンに残留した。これは電力国家管理の強化に向けた法制化が進む中で、イビデン経営陣が自社の兼営電気化学事業には自家発電設備が必要不可欠であるとして、西横山・西平両発電所の出資は容認するが自社工場直結の送電系統に属する3発電所は自家用発電所としてイビデンに残すよう逓信省当局に陳情を続けた結果という。

## 戦前期の電気供給事業
イビデンは、元々は「揖斐川電力」の名で電気供給事業を目的とする純粋な電力会社として設立された会社であり、電気化学工業部門を拡大するのは開業後のことである。供給事業においては、自社の水力発電所を電源として他の電力会社や他社工場に対する大口電力供給と発電所周辺地域に対する一般供給を展開したが、1942年（昭和17年）に西横山発電所とともに国策配電会社中部配電（中部電力の前身）へと事業を移管して供給事業から撤退した。兼営事業での電力利用は後記#自社工場での電力利用節に記述を分け、以下では戦前期に経営された電気供給事業について記述する。

### 開業までの経緯
揖斐川電力では1912年（大正元年）11月の会社設立に先立つ同年7月に、逓信省から電気事業経営の許可を得た。この段階で許可されていた供給区域は以下の通りである。
- 電力供給区域（電灯供給は不可）
  - 安八郡大垣町（現・大垣市）
  - 安八郡神戸町・北平野村（現・神戸町）
  - 揖斐郡池田村・八幡村・本郷村（現・池田町）
  - 揖斐町揖斐町（現・揖斐川町）
  - 不破郡赤坂町（現・大垣市）
  - 不破郡垂井町
  - 養老郡高田町（現・養老町）
- 電灯・電力供給区域
  - 不破郡静里村（現・大垣市）
  - 養老郡笠郷村（現・養老町）
  - 海津郡高須町・今尾町（現・海津市）

このように電気事業経営の許可を得ていたものの、揖斐川電力の供給事業開業には岐阜市を本拠とする岐阜電気との関係が障害となった。同社は岐阜県最初の電力会社である岐阜電灯が1907年（明治40年）に改組し成立したもので、当時、揖斐川支流粕川での水力発電を試みていた。岐阜電気は粕川の発電所完成を機に大垣をはじめ西濃地方への進出を強めていくが、その過程では供給区域許可の出願が岐阜電気と揖斐川電力で競願となるという問題が生じた。実際に競願となった地域は大垣町・赤坂町・池田村・揖斐町の4町村である。岐阜電気が開業済みであるのに対し揖斐川電力はまだ会社設立にも至っていない段階であることから、揖斐川電力側が譲歩して1907年12月両社間に岐阜電気による供給を暫定的に認める旨の協定が交わされた。
岐阜電気との協定では、向こう10年以内に揖斐川電力が開業に漕ぎつけた場合には当該町村における営業権や供給設備一切を揖斐川電力が買い取ることとなっていたが、揖斐川電力の西横山発電所着工を機にその交渉が始まると買収価格で両社間の折り合いがつかなかった。最終的に両社は西部逓信局長坂野鉄次郎に仲介を要求し、1915年（大正4年）10月に出された坂野の裁定案を元に同年12月事業の棲み分けに関する契約を結び直した。その大要は、
- 岐阜電気は揖斐川電力から1000キロワットの電力供給を受ける。
- 揖斐川電力の事業範囲は1邸宅または1構内につき200キロワット以上の電力供給に限定し、その他の営業はすべて岐阜電気へ無償譲渡する。反対に岐阜電気は揖斐川電力の供給区域内では1邸宅または1構内につき200キロワット以上の電力供給を行わない。
- 揖斐川電力がすでに建設した駒野変電所（海津郡城山村駒野に所在）と配電線路・需要家屋内設備は実費をもって岐阜電気へ譲渡する。
- 1907年に両社間で交わされた覚書は破棄するものとし、その代償として岐阜電気は3万円を揖斐川電力へ支払う。

というものである。岐阜電気との棲み分けを確定させた揖斐川電力は、1915年12月1日、大垣変電所を通じ摂津紡績大垣工場への電力を供給して開業。翌1916年（大正5年）6月からは岐阜電気への電力供給を始め、同年10月には先の合意に基づき駒野変電所と海津郡高須町・今尾町の配電設備を岐阜電気へ引き渡した。

### 大正期の動向
揖斐川電力の開業当初の供給先は、大垣にある摂津紡績大垣工場と田中カーバイド工場（1916年7月供給開始、田中新七・国太郎親子が経営）、それに岐阜電気であった。供給契約は摂津紡績が750キロワット、田中カーバイド工場と岐阜電気がともに1000キロワットである。このうち田中カーバイド工場については東横山発電所の建設にあたった姉妹会社揖斐川電化工業が1917年（大正6年）12月に買収し、直後に同社を揖斐川電力が吸収合併したため、自社工場の一つとなっている。この揖斐川電化工業の合併に際して社名を「揖斐川電化」へと改めて兼営事業の多角化路線を打ち出すものの、第一次世界大戦終結と戦後恐慌発生で頓挫、社名についても電気事業を主体とするという意味で1921年（大正10年）に「揖斐川電気」へと再度改めた。
岐阜電気の供給区域から離れた山間部では一般の需要家を対象とした電灯供給も営んだ。最初の電灯供給は発電所地元にあたる揖斐郡久瀬村大字西横山・東横山においてで、1918年（大正7年）11月より供給を始めた。久瀬村のうち西横山・東横山ほか2大字は1922年（大正11年）に独立し藤橋村となったが、揖斐川電気では久瀬村・藤橋村の双方を供給区域としている。1925年（大正14年）5月には揖斐郡坂内村にあった坂内電灯の事業を地元の要請に基づいて買収し、供給区域を久瀬・藤橋・坂内の3村とした。この坂内電灯は1917年4月資本金1万円で設立され、坂内村内設置の水力発電所を電源として翌1918年9月に開業していた。
電力会社に対する売電において岐阜電気とその後身東邦電力を超える大口需要家となったものが関西地方を代表する電力会社宇治川電気である。宇治川電気では大戦の影響で生じた深刻な電力不足を解消すべく揖斐川電気からの受電を契約し、大垣から大阪市内へと至る全長139キロメートル・送電電圧77キロボルトの「揖斐川送電線」を整備。揖斐川電気では東横山発電所と大垣変電所を繋ぐ送電線の途中に福田開閉所（大垣市福田町）を置いて宇治川電気線に接続し、東横山発電所完成後の1921年6月より売電を開始した。宇治川電気に対する供給は5000キロワットで始まり、以後累増して1923年（大正12年）末には1万キロワットとなった。東邦電力に対する供給も東横山発電所完成により増加されており、1922年（大正11年）4月から1500キロワット増の2500キロワットとなっている。
大日本紡績大垣工場以外の工場需要家も増加した。東横山発電所完成以降、大正末期までに供給を開始した工場には、大日本紡績関原工場・中央毛糸紡績大垣工場・大垣電気冶金工業所がある。

### 昭和期の動向
昭和に入ってからも工場需要家の獲得は続き、1936年（昭和11年）にかけて日本合成化学工業大垣工場、東海紡績、若林製糸紡績、大日本紡績垂井工場、特殊軽合金（大垣電気冶金跡地に建設）に対して順次新規供給を開始していく。開業時から供給する大日本紡績を筆頭に大口の工場需要家は繊維産業が主体であり、1931年（昭和6年）12月の金輸出再禁止に伴う円安で輸出が活況を呈すると揖斐川電気の電力供給量も拡大したが、1930年代後半に入ると一転縮小に向かった。その代わりにこの時期には軍需産業に関連した日本合成化学工業や特殊軽合金（ジュラルミン製造）、自社工場への供給量が拡大していった。1941年（昭和16年）上期における、大日本紡績ほか紡績3社と日本合成化学工業・特殊軽合金・特種製紙の計7社に対する半年間の供給電力量は2216万キロワット時であった。
一方で電気事業者の需要家は、東邦電力・宇治川電気に揖斐川電気から兼営鉄道路線（養老線）を引き継いだ伊勢電気鉄道が加わるだけであった。このうち東邦電力に対する供給は1938年（昭和13年）1月より3850キロワットに増加されたが、宇治川電気に対する供給は同社の自社電源増強により常時電力5000キロワットの供給が打ち切られ、特殊電力（季節的に発生する電力）5000キロワットの供給のみ継続となった。宇治川電気に対する供給量は1929年度には年間6335万キロワット時に達していたが、1941年上期時点では半年で1234万キロワット時に過ぎず、東邦電力に対する供給量2275万キロワット時よりも少ない。
満州事変以来の軍需拡大を背景に兼営工業部門が拡大した結果、1938年上期に兼業収入が電気事業収入を上回った。その後も工業部門の拡大が続いて揖斐川電気という社名が実態にあわなくなったことから、1939年末に社名を揖斐川電気から「揖斐川電気工業」へと改めている。
1941年9月、揖斐川電気工業は配電統制令に基づく中部配電設立命令を受命し、西横山発電所とともに大垣変電所や配電設備・需要者屋内設備・営業設備の一切を中部配電へ出資することとなった。そして翌1942年4月1日付で出資を実行して電気供給事業からは撤退した。1942年の配電会社設立に参加した全国49社の電力会社のうち、鉄道兼営を除くほとんどの会社が解散を選択し、存続した会社も証券保有会社に姿を変えていったが、元々兼営事業のあった揖斐川電気工業は例外的に事業会社として存続することができた。

## 自社工場での電力利用
上記のように、イビデンは電力会社として設立された会社ではあるが、既存電力会社に供給区域を奪われて供給事業を制約された結果、自社発電力の供給先として電気化学工業を拡大していった。
揖斐川電力が最初に手掛けた兼営事業は第一次世界大戦期に日本各地で盛んになった炭化カルシウム（カーバイド）やフェロアロイの製造である。どちらも大量の電力を投じ電気炉によって製造する製品であり、西横山発電所完成から1年余り経った1917年（大正6年）1月大垣に工場（現・イビデン大垣事業場）を完成させ、2月からカーバイド製造、8月からはフェロアロイ製造を開始した。その後兼営事業の多角化を目指すものの、大戦終結と戦後恐慌発生で頓挫、カーバイド製造と小規模なカーボン製品（炭素アーク灯用の炭素棒など）製造だけが残った。
揖斐川電気時代の1922年、地元の鉄道会社養老鉄道を合併し、翌年路線の電化を完成させて余剰電力の受け皿としたが、投資に見合う利益はなく、1928年（昭和3年）に新会社へと営業譲渡してこれを合併させるという形で伊勢電気鉄道（近畿日本鉄道の前身）へと移管して、短期間で鉄道事業から撤退した。兼営工業部門が再び活況を呈するようになるのは1931年の満州事変勃発後のことで、軍需の増加からカーバイド・カーボン製品生産が増加したほか、1935年（昭和10年）にカーバイドを原料とする石灰窒素の生産を開始し、1937年（昭和12年）からはフェロアロイ製造も再開した。
揖斐川電気工業時代の1942年に西横山・西平両発電所を手放したが、3か所の水力発電所が自家用として手元に残り、引き続き自社電源によって自社工場の必要電力を賄うことができた。太平洋戦争終戦後にかけて自社電源に余力のある状況が続いたが、1950年（昭和25年）の特需景気による増産を機に電力会社（中部電力）からの受電が増加していく。同年からは電力消費量の大きい熔成リン肥の生産も始まった。しかし1960年代後半に入ると、有機合成化学の分野でカーバイドから石油化学系への原料転換が進み、カーバイドの需要が減退する。それでも電力消費量はフェロアロイの増産で増加し続け、受電増加の結果ピーク時には自家発電比率が2割近くまで落ち込んだが、そこにオイルショックによる電力料金高騰が直撃し、輸入品に対するフェロアロイの競争力は急減した。
オイルショックを機にイビデンは電力多消費型の電気炉工業から省電力型の加工産業への転換を図り、プリント基板やセラミックス製品・特殊炭素製品の製造に軸足を移しはじめる。そして1978年（昭和53年）にまずフェロアロイ製造を終了、次いで石灰窒素・熔成リン肥製造を打ち切り、1991年（平成3年）7月にはカーバイド製造も停止して、電気炉工業から完全に撤退した。
こうして会社の創業期から続いた電気炉工業は消えたものの、東横山・広瀬・川上の3水力発電所はイビデン自社工場の電源としてその後も維持され続けた。2009年度（平成21年度）の実績では、自社水力に火力発電・太陽光発電を加えた自家発電によって、プリント基板工場の大垣事業場やセラミックス工場の大垣北事業場（揖斐川町北方）など自社工場で使用する電力の7割超が賄われている。2013年（平成25年）3月には大垣北事業場に電力会社の送電網と連系するための設備が新設され、再生可能エネルギーの固定価格買い取り制度 (FIT) に基づき余剰電力を電力会社へと売電する体制が整えられた。